# Swallow Coachbuilding Company
Swallow Coachbuilding Company Ltd. var ett brittiskt tillverkningsföretag, som grundades som aktiebolag 1930 av William Walmsley (1892–1961) och William Lyons i Coventry. Det hade grundats som tillverkande företag av motorcykelentusiasterna Walmsley och Lyons i Blackpool redan 1922 och använde under 1920-talet Swallow Sidecar and Coachbuilding Company och Swallow Coachbuilding Company som varumärken. Fabriken flyttade senare till Coventry.
Från början hade produktionen varit inriktad på sidovagnar till motorcyklar. William Lyons försökte utöka företagets produktsortiment och 1927 byggde företaget karossen till småbilen Austin 7. Efter det fick företaget kontrakt på att bygga karosser till Morris Cowley, Fiat 509 och Standard Big Nine. År 1931 introducerades en egen serie bilar under namnet SS och redan några månader senare visades modellerna SS I och SS II på London Motor Show. 
Bolaget likviderade 1934. William Walmsley hade då valt att sälja sin andel och William Lyons bildade då det nya bolaget SS Cars Limited, som hade köpt Swallow Coachbuilding Companys substans.
Harry Weslake (1897–1978), en av dåtiden mest framträdande bilkonstruktörer, kom in i Swallow Coachbuilding Co:s efterträdare Swallow Coachbuilding Co (1935) Ltd. samt SS Cars 1935, och samma år användes också "Jaguar" för första gången som namn på SS Cars nya sportbilar. Den mest kända bilen från den här tiden var sportbilen SS Jaguar 100, som hade en maxhastighet på 160 km/h och en acceleration för 0-100 km/h på 10,5 sekunder.
Swallow tillverkade 1954–1955 den tvåsitsig sportbilen Swallow Doretti för den amerikanska marknaden. Det var den enda bilmodellen med Swallows namn. Produktionen lades ned 1955, efter det att företaget ändrat sin tillverkningspolicy.  
SS Cars bytte 1945 namn till Jaguar Cars. Sidvagnstillverkningen såldes 1946 av Jaguar Cars till Helliwell Ltd., ett verkstadsföretag för flygplansunderhåll. Sidvagnar tillverkades i Helliwells verkstad på Walsall Airport fram till mitten av 1950-talet. 
Swallow Coachbuilding Company (1935) Limited var från 1946 ett dotterföretag till Tube Investments Group, medan Jaguar Cars fortsatte under William Lyons ledarskap tills det 1966 såldes till British Motor Corporation, och även ett par år efteråt.

## Bildgalleri

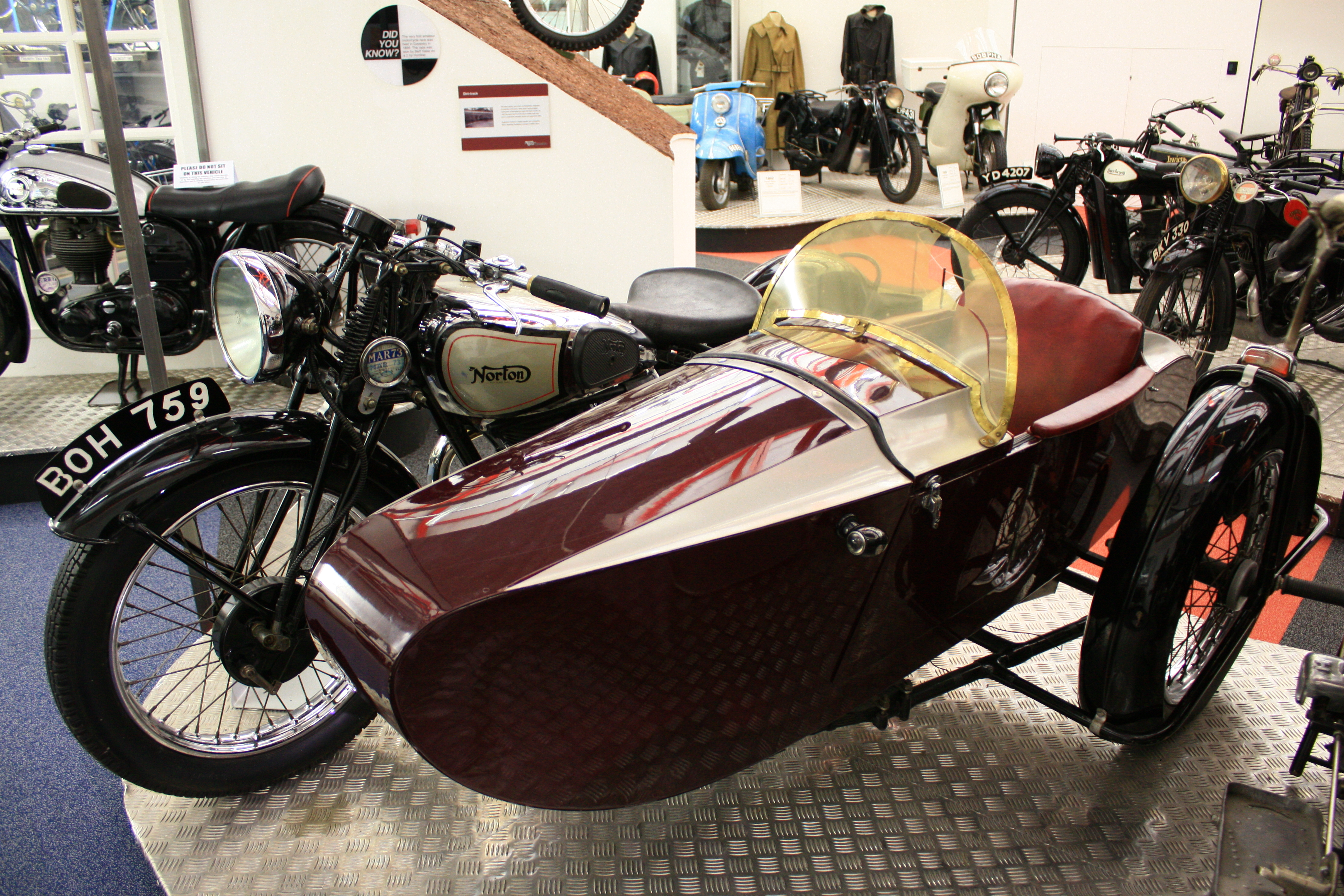
Sidvagn till en Norton Model 18 från 1935
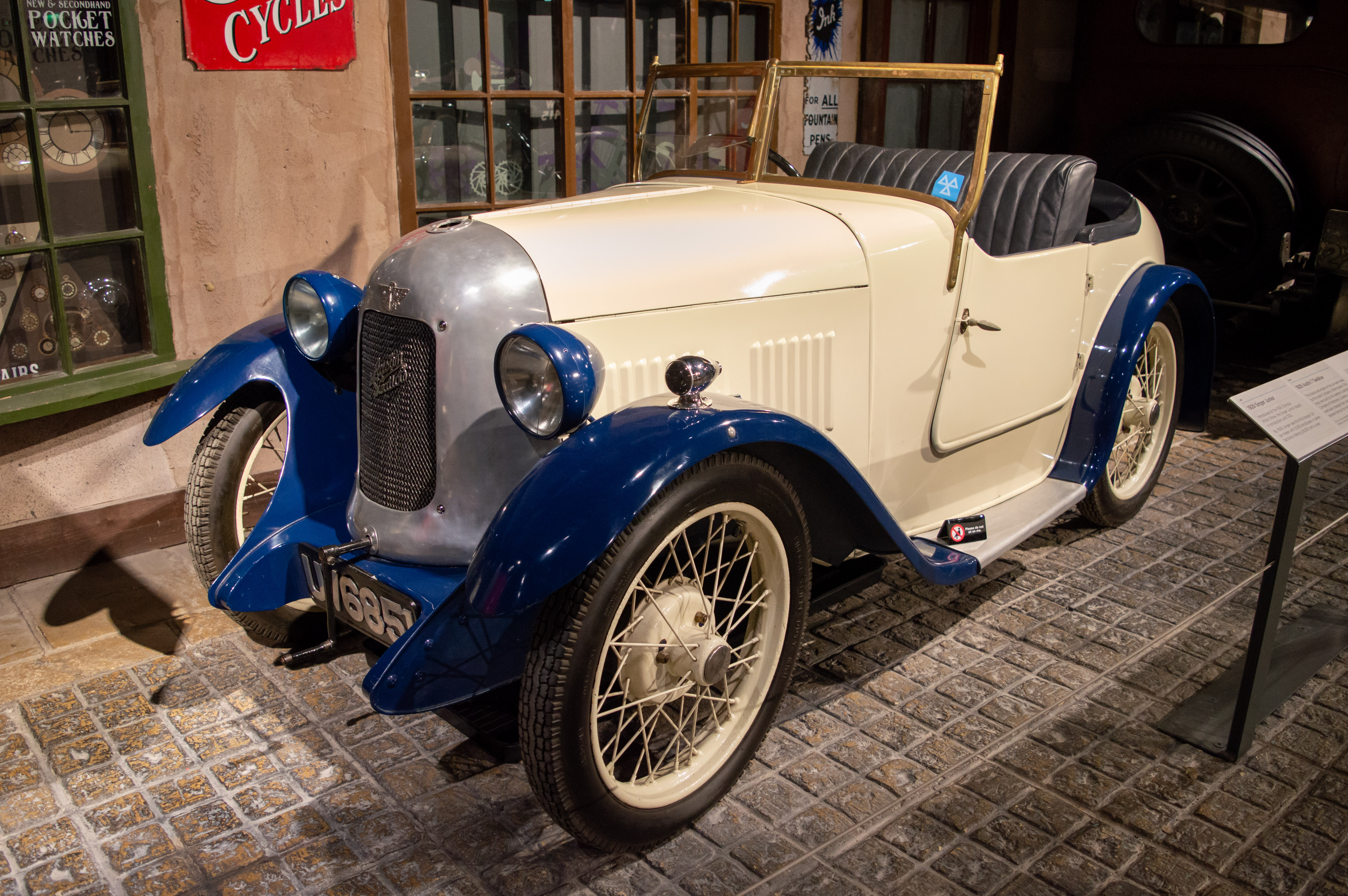
Austin 7 Swallow från 1929
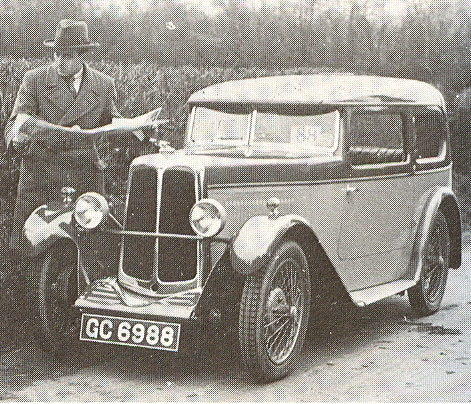
Tvådörrars Standard Big 9 från 1930
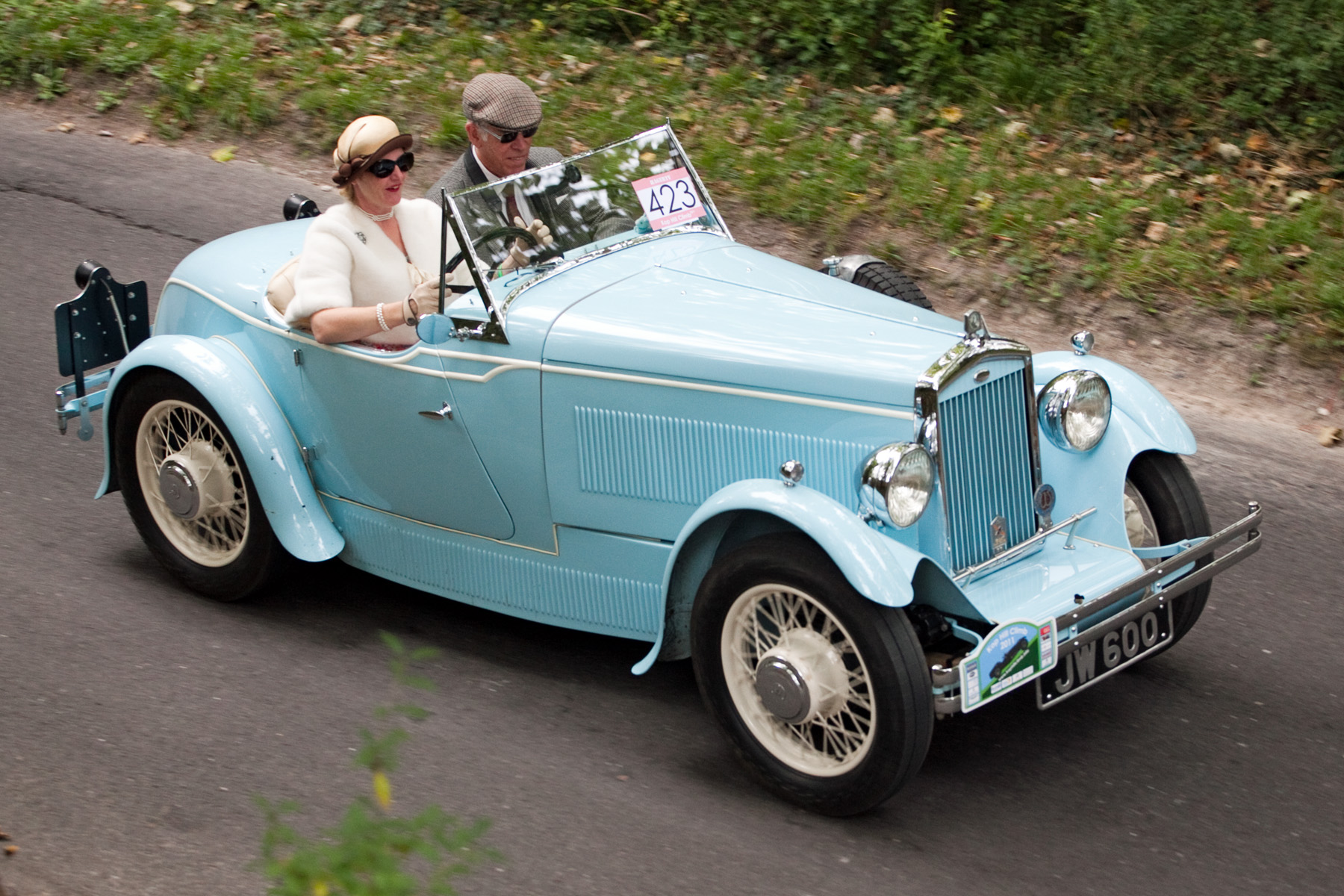
Tvåsitsig sportbil på ett Wolseley Hornet-chassi från 1931
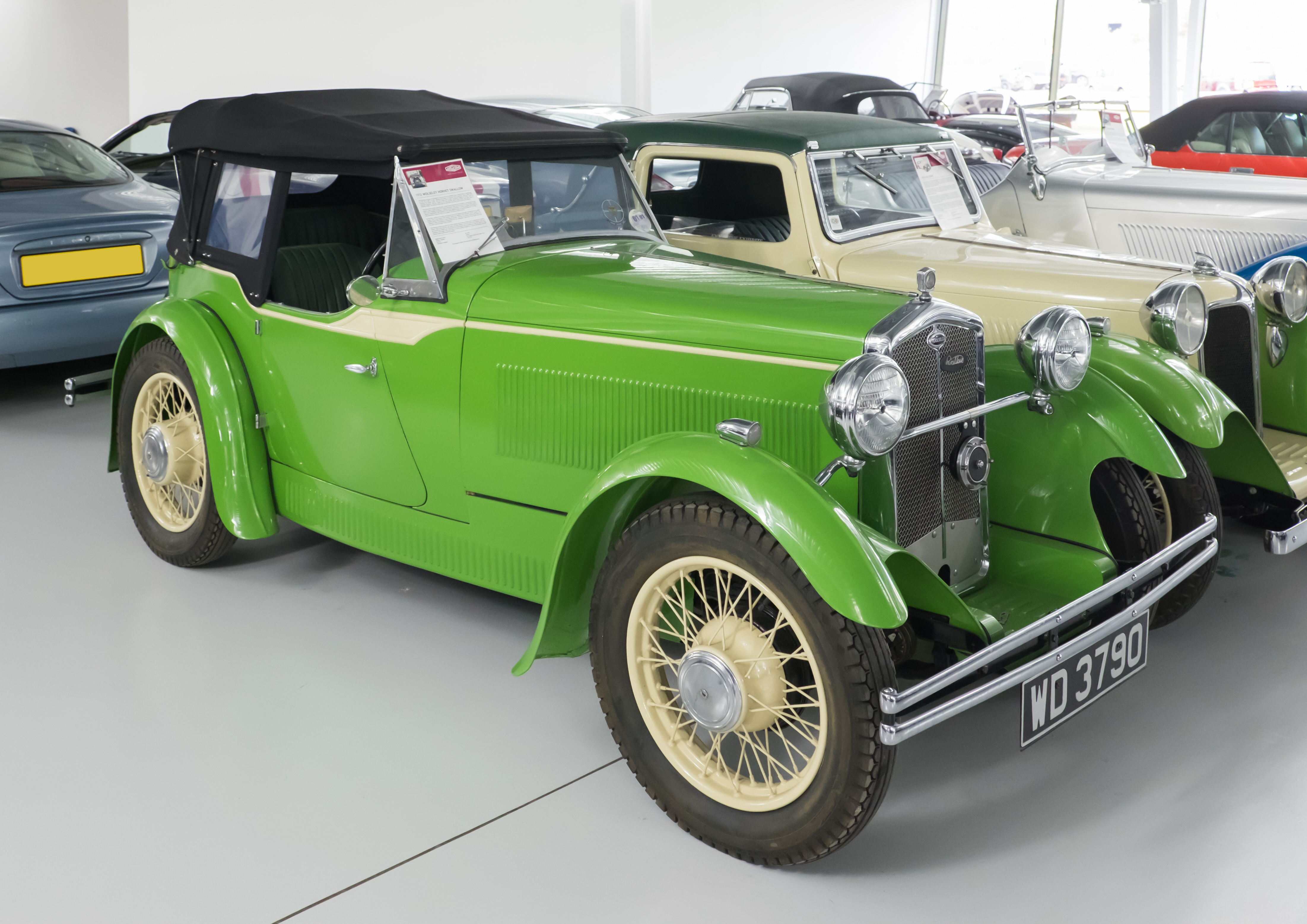
Wolseley Hornet Swallow från 1932
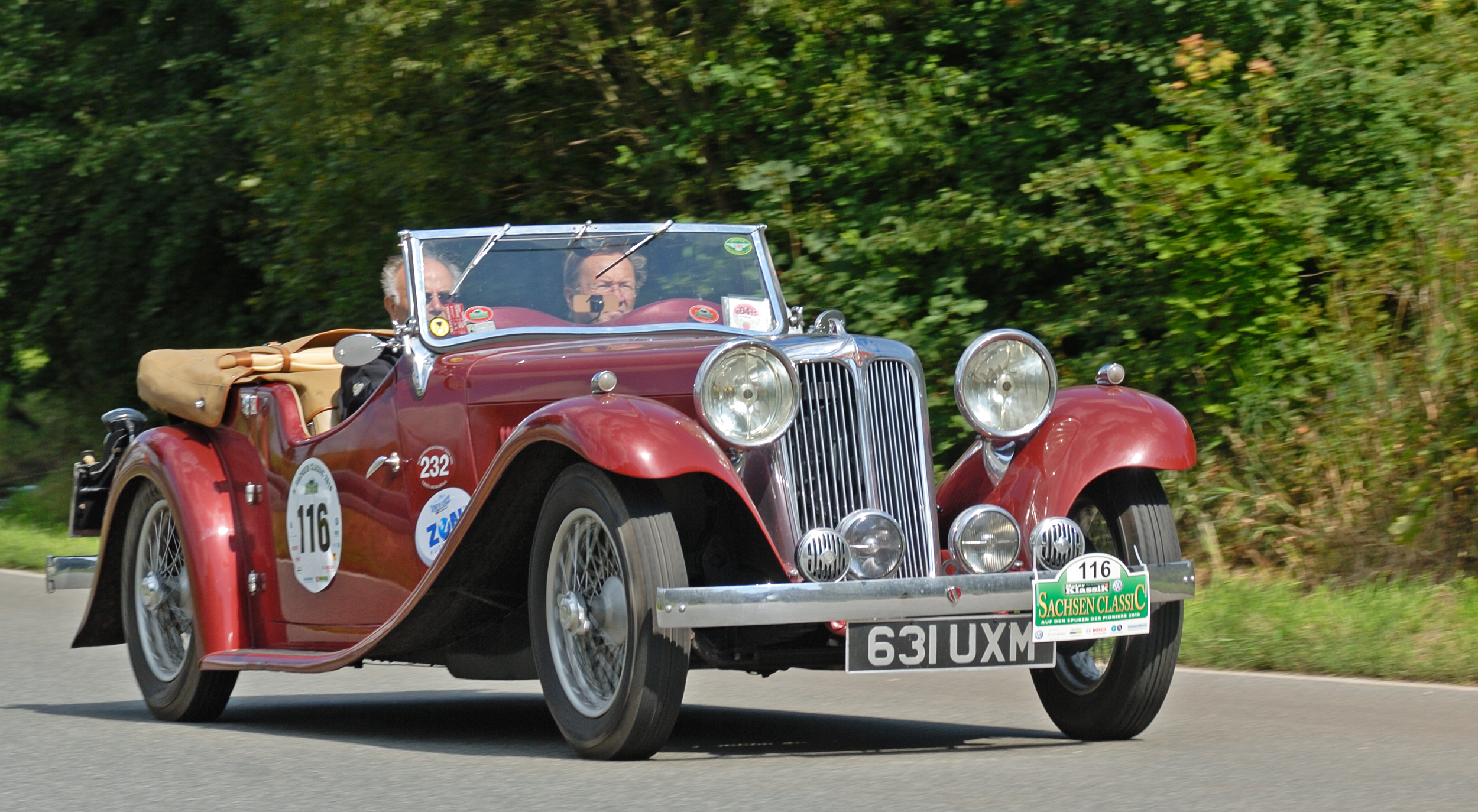
SS I Roadster på ett chassi från Standard Motor Company, från 1935